# Ján Mravec
Ján Mravec (23. prosince 1889 – 2. března 1961), byl československý politik a poslanec Národního shromáždění za Československou sociálně demokratickou stranu dělnickou.

## Biografie
Podle údajů k roku 1932 byl profesí kovodělníkem v Horní Lehotě.
Po parlamentních volbách v roce 1929 získal za Československou sociálně demokratickou stranu dělnickou mandát v Národním shromáždění. Mandát ale získal až dodatečně, v roce 1932, poté, co zemřel poslanec Andrej Rjevaj.